# Sergiusz z Radoneża
Sergiusz z Radoneża (cs. Преподобный Се́ргий, игумен Ра́донежский, всея России чудотворец; ur. 3 maja 1314 w Barnicach, zm. 1392) – odnowiciel życia monastycznego średniowiecznych ziem ruskich, wyniszczonych przez najazdy mongolskie, święty Kościoła prawosławnego i katolickiego.

## Żywot świętego
Życie Sergiusza z Radoneża jest znane głównie na podstawie napisanego 26 lat po jego śmierci hagiograficznego żywota, którego autorem był mnich przebywający w założonym przez Sergiusza monasterze Św. Trójcy, Epifaniusz Mądry. Pamiętał on osobiście bohatera żywota, dodatkowo zaś zajął się porządkowaniem jego pism i innych materiałów na potrzeby pracy. Obszerny tekst został następnie skrócony przez Pachomiusza Serba i to w jego wersji (choć znacznie słabszej literacko) jest on dzisiaj szerzej znany.

### Dzieciństwo i młodość
Według tradycji Sergiusz z Radoneża urodził się w rodzinie bojarskiej we wsi Barnicy pod Rostowem 3 maja 1314. Jego rodzice, noszący imiona Cyryl i Maria, mieli być ludźmi niezwykle pobożnymi. Miał również starszych braci Stefana i Piotra. Dzieciństwo Warfołomieja (imię świeckie świętego) jest słabo opisane, istnieją natomiast liczne legendy na jego temat. Według jednej z nich przyszły mnich miał być od najmłodszych lat predestynowany do świętości. Jeszcze przed jego narodzeniem jego ciężarna matka, uczestnicząc w świętej liturgii, miała usłyszeć głos dziecka chwalący Boga. Według innej Bartłomiej, jako niemowlę, odmawiał jedzenia w środy i piątki (dni wyznaczone na post), zaś mając kilka lat zaczął regularnie pościć. Tradycja prawosławna mówi również, że Bartłomiej uczył się w domu razem ze starszymi braćmi i był bardzo słabym uczniem. W związku z tym miał często modlić się do Boga o wsparcie jego wysiłków w tym zakresie. Wreszcie któregoś dnia, na polu, kilkuletni chłopiec miał zobaczyć anioła pod postacią zakonnika. Poprosił go o modlitwę o powodzenie w nauce, a następnie zaprosił do domu rodziców. Mnich poszedł razem z nim i zapowiedział zdumionym rodzicom, że ich syn zostanie w przyszłości wielkim człowiekiem, a szczególnie będzie działał w nim Duch Święty. Warfołomiej błyskawicznie nauczył się wówczas czytać.

### Mnich
Według tradycji około roku 1328 (lub 1330) rodzina Warfołomieja opuściła Rostów i przeniosła się do Radoneża. Starsi bracia Warfołomieja założyli rodziny, zaś jego rodzice, już starzy, złożyli śluby zakonne w monasterze Opieki Matki Bożej w Chotkowie w pobliżu tego miasta, po czym szybko zmarli. Mnichem w tym samym monasterze został następnie również Stefan, który zaopiekował się młodszym bratem. Wspólnie z nim opuścił monaster, by rozpocząć jeszcze surowsze umartwianie się: zamieszkał w lesie w odległości 12 wiorst od Radoneża i wzniósł cerkiew Świętej Trójcy. Według tradycji jednak Stefan nie mógł znieść życia w całkowitym odosobnieniu i przed 1337 zostawił brata samego w pustelni, udając się do monasteru Przemienienia Pańskiego w Moskwie. 
7 października 1337 jest tradycyjną datą złożenia przez Sergiusza z Radoneża ślubów zakonnych przed ihumenem Mitrofanem, który odprawiał świętą liturgię w jego eremie. Znajdował się on w uroczysku Makowiec w pobliżu monasteru w Chotkowie, z którym był związany brat Sergiusza. Św. Sergiusz był prekursorem życia w całkowitym odosobnieniu, w miejscu o niekorzystnych uwarunkowaniach przyrodniczych, z daleka od większych ośrodków osadniczych (wcześniejsze monastery i skity ruskie miały charakter miejski lub podmiejski). 
Początkowo Sergiusz nie miał zamiaru stawać na czele klasztoru. Prośbom swoich pierwszych uczniów, którzy pragnęli, by został igumenem ich wspólnoty, początkowo odmawiał. Niechętnie również zgodził się na przyjęcie święceń kapłańskich. Dopiero narada z metropolitą Moskwy i gramota otrzymana z Konstantynopola skłoniła go do zapoczątkowania nowego męskiego monasteru nawiązującego do tradycji studytów i św. Teodozjusza Pieczerskiego. W 1354 roku założył Klasztor Św. Trójcy, który pełnił rolę centrum życia duchowego. W 1355 sporządził opis modelowego klasztoru prawosławnego i zainicjował akcję zakładania nowych monasterów na całym terytorium Rusi. Za jego życia powstało 70 monasterów opartych na jego wskazaniach, które założył albo sam święty, albo też jego uczniowie.
Już za życia św. Sergiusz uważany był za cudotwórcę. Przypisywano mu zdolność leczenia, a nawet wskrzeszania. W swoich klasztorach rezygnował z praktykowanej powszechnie przed najazdem mongolskim surowej ascezy na rzecz działalności dobroczynnej, rozdawania jałmużny, a także kładł nacisk na osobiste ubóstwo i skromność. Według wspomnień jego uczniów miał wizje mocy niebieskich, rozmawiał z aniołami, a nawet z Matką Bożą. Znane są również relacje o posiadaniu przez niego daru prorokowania i widzenia wydarzeń, które rozgrywały się w dalekiej odległości (m.in. w czasie bitwy na Kulikowym Polu, przebywając w swoim monasterze, św. Sergiusz miał na bieżąco opowiadać, co działo się podczas starcia). Gieorgij Fiodorow wnioskuje z tego, że mógł być związany z ruchem hezychastów. Jednym z jego duchowych spadkobierców był Andriej Rublow. Bezpośrednio lub pośrednio z postacią św. Sergiusza byli powiązani wszyscy późniejsi święci ruscy XIV i XV wieku (w tym Cyryl Biełozierski, Terapont Biełozierski, Stefan Machryjski i Dymitr Priłucki). Sam Sergiusz był twórcą dziewięciu ośrodków życia monastycznego, jego uczniowie powołali dalszych dwanaście. Wszystkie te klasztory pozostawały w ścisłym kontakcie i opierały się na tej samej regule.
Zgodnie z wolą metropolity kijowskiego Aleksego św. Sergiusz w ograniczony sposób angażował się w politykę, spotykając się z książętami moskiewskimi, chrzcząc dzieci Dymitra Dońskiego i wielokrotnie błogosławiąc jego samego, m.in. przed bitwą na Kulikowym Polu.
Ciało Sergiusza po jego śmierci zostało umieszczone w ozdobnej race i przez wiele lat przechowywane w Ławrze Troicko-Siergijewskiej jako cudownie zachowane, nieulegające rozkładowi. Relikwie świętego były jednym z najpopularniejszych celów pielgrzymkowych w Rosji carskiej. W celu zniszczenia kultu św. Sergiusza władze bolszewickie zarządziły w czasie akcji otwarcia relikwii ich komisyjne otwarcie.

## Kult
Sergiusz z Radoneża czczony jest w Rosyjskim Kościele Prawosławnym jako opiekun tegoż Kościoła, zwany ihumenem ruskiej ziemi.
Dzień obchodów
Wspominany jest dwukrotnie:
- 5/18 lipca[b] (rocznica otwarcia relikwii w 1422)
- 25 września/8 października (rocznica śmierci).

Nowe Martyrologium Rzymskie Kościoła katolickiego wymienia go jako świętego pod datą 25 września.
Ikonografia
Popularność świętego sprawiła, iż poświęcono mu bardzo dużo ikon, chociaż jego przedstawienia ikonograficzne są bardzo jednolite. Z nielicznymi wyjątkami ukazywany jest jako stary człowiek z jasnokasztanową, rzadziej siwą, równą, jakby przystrzyżoną brodą. Ubrany jest w szaty mnicha wielkiej schimy z paramanem na piersi i gołą głową. Prawą dłoń ma złożoną w błogosławieństwie, w lewej trzyma zwinięty zwój.